# Karl Nüchterlein
Karl Johann Nüchterlein (14. března 1904, Drážďany – duben 1945, nezvěstný, Jugoslávie) byl konstruktér prvních úspěšných sériově vyráběných jednookých zrcadlovek.
Nüchterlein se tři roky učil mechanikem v továrně na psací stroje Seidel & Naumann. V roce 1923 začal pracovat jako mechanik u firmy Ihagee Kamerawerk Steenbergen & Co. V roce 1936 představila firma na jarním veletrhu v Lipsku fotoaparát Kine Exakta na svitkový film, který zkonstruoval Karl Nüchterlein. Byla první jednookou zrcadlovkou.
Nüchterlein získal v oboru více než dvacet patentů, například na zrcadlovku s expozimetrem (1939).
V roce 1942 byl Karl Nüchterlein povolán do Wehrmachtu. V dubnu roku 1945 sloužil v Jugoslávii, od té doby je nezvěstný a není známo ani přesné datum jeho úmrtí.